# Championnat d'Irlande du Nord de football 1957-1958
Navigation
Édition précédente Édition suivante
Le 56e Championnat d'Irlande du Nord de football se déroule en 1957-1958. Pour la première fois, et la seule fois de son histoire, le club d’Ards FC représentant la ville de Newtownards remporte le titre de champion d’Irlande du Nord. Depuis sa victoire en Coupe d’Irlande du Nord en 1952, la progression du club a été régulière : 7e en 1956, 4e en 1957.
Le champion en titre Glenavon FC termine à la deuxième place. C’est son quatrième podium consécutif.
Avec 29 buts marqués, Jackie Milburn de Linfield FC remporte le titre de meilleur buteur de la compétition.

## Les 12 clubs participants
- Ards Football Club
- Bangor Football Club
- Ballymena United Football Club
- Cliftonville Football Club
- Coleraine Football Club
- Crusaders Football Club
- Derry City Football Club
- Distillery Football Club
- Glenavon Football Club
- Glentoran Football Club
- Linfield Football Club
- Portadown Football Club

## Classement
| Rang | Équipe           | Pts | J  | G  | N | P  | Bp | Bc | Diff |
| ---- | ---------------- | --- | -- | -- | - | -- | -- | -- | ---- |
| 1    | Ards FC          | 36  | 22 | 16 | 4 | 2  | 68 | 32 | +36  |
| 2    | Glenavon FC      | 34  | 22 | 17 | 0 | 5  | 67 | 35 | +32  |
| 3    | Ballymena United | 28  | 22 | 13 | 2 | 7  | 51 | 41 | +10  |
| 4    | Glentoran FC     | 25  | 22 | 12 | 1 | 9  | 50 | 38 | +12  |
| 5    | Linfield FC      | 25  | 22 | 11 | 3 | 8  | 68 | 48 | +20  |
| 6    | Bangor FC        | 21  | 22 | 9  | 3 | 10 | 40 | 48 | -8   |
| 7    | Coleraine FC     | 21  | 22 | 8  | 5 | 9  | 53 | 59 | -6   |
| 8    | Derry City FC    | 20  | 22 | 8  | 4 | 10 | 40 | 44 | -4   |
| 9    | Portadown FC     | 17  | 22 | 7  | 3 | 12 | 43 | 48 | -5   |
| 10   | Distillery FC    | 16  | 22 | 5  | 6 | 11 | 36 | 53 | -17  |
| 11   | Crusaders FC     | 15  | 22 | 7  | 1 | 14 | 38 | 57 | -19  |
| 12   | Cliftonville FC  | 6   | 22 | 2  | 2 | 18 | 35 | 86 | -51  |

|  | Champion d'Irlande du Nord |
|  | Relégation                 |

### Meilleur buteur
- Jackie Milburn, Linfield FC 29 buts

## Bilan de la saison
| Tableau d'Honneur                         |                  |
| Compétition                               | Vainqueur        |
| Championnat d'Irlande du Nord de football | Ards FC          |
| Coupe d'Irlande du Nord de football       | Ballymena United |

| Promotions et relégations |       |
| Relégués                  | Aucun |
| Promus                    | Aucun |